# Új Symposion
Az Új Symposion irodalmi, művészeti folyóirat volt, amelyet 1965-ben, az Ifjúság című újvidéki lap mellékleteként alapítottak jugoszláviai magyar irodalmárok. A folyóirat a balkáni háborúk második évében, 1992-ben elhalt; egykori szerkesztői 1993-ban Veszprémben megalapították az Ex Symposion című folyóiratot, amely az Új Symposion örökségét őrzi.
A lap szerkesztői, munkatársai közé tartozott Tolnai Ottó, Domonkos István, Sziveri János, Fenyvesi Ottó, Végel László, valamint Balázs Attila, Losoncz Alpár, Csorba Béla,  Thomka Beáta, Szombathy Bálint, Kontra Ferenc, Radics Viktória, Fekete J. József, Bicskei Zoltán és még sokan mások.
2018. február 10-én kiállítás nyílt a folyóirat  történetéről a szentendrei Ferenczy Múzeumi Centrum Irodalmi Osztályának szervezésébenː Újvidéki Orfeuszok. A vajdasági Új Symposion folyóirat (1965–1992) címmel (kurátorː Szilágyi Zsófia Júlia). 2018. március 8-án konferenciát rendeztek a folyóirat történetéről [Szét]tördelt hagyományok – Szövegszervező vizualitás az Új Symposionban címmel. A konferencián előadást tartott – többek között – Orcsik Roland, Petőcz András, Radics Viktória, az előadók foglalkoztak az Új Symposion történetével, korszakaival, valamint a hatástörténetével is.